# وپیلا
وپیلا (به لاتین: Vapila) یک منطقهٔ مسکونی در جمهوری مقدونیه است که در Ohrid Municipality واقع شده‌است.